# Farfar (ort)
Farfar  (persiska: فارفار) är en ort i Iran. Den ligger i provinsen Östazarbaijan, i den nordvästra delen av landet, 600 km nordväst om huvudstaden Teheran. Farfar ligger 1 192 meter över havet och antalet invånare är 723.
Terrängen runt Farfar är kuperad åt sydost, men åt nordväst är den platt.Runt Farfar är det ganska tätbefolkat, med 70 invånare per kvadratkilometer. Närmaste större samhälle är Marand, 9,6 km sydost om Farfar . Trakten runt Farfar består till största delen av jordbruksmark.